# Tanzânia nos Jogos Paralímpicos de Verão de 1992
Tanzânia participou dos Jogos Paralímpicos de Verão de 1992, que foram realizados na cidade de Barcelona, na Espanha, entre os dias 3 e 14 de setembro de 1992.

## Equipe
A Tanzânia enviou apenas um atleta para competir nos Jogos de Barcelona, o jogador de tênis de mesa Noorel Sharriff.

## Tênis de mesa
Sharriff competiu no evento Aberto masculino (6-10) do tênis de mesa e foi eliminado dos Jogos ao perder para o espanhol Javier Mosteirin, 0-2.